# Championnat de Roumanie de rugby à XV 2018-2019
Navigation
SuperLiga 2017-2018 SuperLiga 2019-2020
Le championnat de Roumanie de rugby à XV 2018-2019 ou SuperLiga 2018-2019 est 104e édition de la compétition qui se déroule du 8 septembre 2018 au 26 mai 2019. Elle oppose les huit meilleures équipes de Roumanie.			

## Liste des équipes en compétition
| CSM Baia Mare CSM Bucarest Dinamo Bucarest Steaua Bucarest Timișoara Saracens CSU Cluj-Napoca Tomitanii Constanța Gloria Buzău |

| Équipe                  | Entraineur(s) | Stade | Capacité | Ville       |
| ----------------------- | ------------- | ----- | -------- | ----------- |
| CSM Baia Mare           |               |       |          | Baia Mare   |
| CSM București           |               |       |          | Bucarest    |
| Dinamo București        |               |       |          | Bucarest    |
| Steaua București        |               |       |          | Bucarest    |
| Timișoara Saracens      |               |       |          | Timișoara   |
| CS Universitatea Cluj   |               |       |          | Cluj-Napoca |
| ACS Tomitanii Constanța |               |       |          | Constanța   |
| SCM Gloria Buzău (en)   |               |       |          | Buzău       |

## Résumé des résultats

### Classement de la phase régulière
| Rang | Club                    | J  | V  | N | D  | Pm  | Pe  | Diff | Pts |
| ---- | ----------------------- | -- | -- | - | -- | --- | --- | ---- | --- |
| 1    | CSM București           | 14 | 12 | 0 | 2  | 462 | 198 | +264 | 58  |
| 2    | Timișoara Saracens (T)  | 14 | 11 | 0 | 3  | 418 | 240 | +178 | 54  |
| 3    | CSM Baia Mare           | 14 | 10 | 1 | 3  | 488 | 201 | +287 | 53  |
| 4    | Steaua București        | 14 | 10 | 1 | 3  | 444 | 223 | +221 | 51  |
| 5    | ACS Tomitanii Constanța | 14 | 4  | 0 | 10 | 179 | 440 | -261 | 18  |
| 6    | SCM Gloria Buzău        | 14 | 3  | 0 | 11 | 197 | 387 | -190 | 16  |
| 7    | Dinamo București        | 14 | 2  | 1 | 11 | 239 | 441 | -202 | 12  |
| 8    | Universitatea Cluj      | 14 | 2  | 1 | 11 | 229 | 477 | -248 | 12  |

|  | Qualifié pour les demi-finales (no 1, no 2, no 3, no 4). |
|  | Qualifié pour les Play-Down, no 5, no 6, no 7, no 8.     |
|  | T : tenant du titre 2018                                 |

## Phase finale

### Attribution du titre
|  | Demi-finales        | Demi-finales  |                        |    | Finale      | Finale      |
|  | Demi-finales        | Demi-finales  |                        |    | Finale      | Finale      |
|  |                     |               |                        |    |             |             |
|  | 18 mai 2019         | 18 mai 2019   |                        |    | 25 mai 2019 | 25 mai 2019 |
|  | 18 mai 2019         | 18 mai 2019   |                        |    | 25 mai 2019 | 25 mai 2019 |
|  | CSM București       | 17            |                        |    | 25 mai 2019 | 25 mai 2019 |
|  | CSM București       | 17            |                        |    | 25 mai 2019 | 25 mai 2019 |
|  | RC Steaua București | 22            |                        |    | 25 mai 2019 | 25 mai 2019 |
|  | RC Steaua București | 22            | RC Steaua București    | 22 |             |             |
|  | 18 mai 2019         |               | RC Steaua București    | 22 |             |             |
|  |                     | CSM Baia Mare | 24                     |    |             |             |
|  | Timișoara Saracens  | CSM Baia Mare | 24                     | 30 |             |             |
|  | Timișoara Saracens  |               |                        | 30 |             |             |
|  | CSM Baia Mare       | 35            |                        |    |             |             |
|  | CSM Baia Mare       | 35            | Match pour la 3e place |    |             |             |
|  |                     |               |                        |    |             |             |
|  | 25 mai 2019         |               |                        |    |             |             |
|  |                     |               |                        |    |             |             |
|  | CSM București       | 20            |                        |    |             |             |
|  | CSM București       | 20            |                        |    |             |             |
|  | Timișoara Saracens  | 19            |                        |    |             |             |
|  | Timișoara Saracens  | 19            |                        |    |             |             |